# لوكا لوكوفيتش
لوكا لوكوفيتش (بالصربية: Лука Луковић)‏ هو لاعب كرة قدم صربي في مركز الوسط، ولد في 11 أكتوبر 1996 في بلغراد في صربيا. لعب مع نادي بيل-بيين ونادي فويفودينا.

## وصلات خارجية
- لوكا لوكوفيتش على موقع الاتحاد الأوربي (الإنجليزية)
- لوكا لوكوفيتش على موقع قاعدة بيانات كرة القدم.إي يو (الإنجليزية)
- لوكا لوكوفيتش على موقع Soccerbase.com (لاعب) (الإنجليزية)
- لوكا لوكوفيتش على موقع Soccerway.com (الإنجليزية)